# Melanovanadite
La melanovanadite è un minerale.